# Твейт, Гейр
Гейр Твейт (норв. Geirr Tveitt, 19 октября 1908, Берген — 1 февраля 1981, Нурхеймсунн) — норвежский композитор, центральная фигура национального движения в норвежской культуре 1930-х годов. Твейт также был талантливым пианистом и часто исполнял собственные сочинения. В его музыке выделяют несколько влияний — ранние балеты Стравинского, ритмы музыки Бартока, мистические настроения музыки Дебюсси и Равеля, но в первую очередь в его произведениях заметно влияние норвежской народной музыки.
Твейт родился в Бергене в семье учителя. Вскоре семья переехала в Драммен около Осло, но проводила там лишь зимние месяцы, а летом отправлялась на принадлежащую ей ферму около Хардангер-фьорда. При рождении Твейт был крещён как Нильс, но впоследствии, сочтя имя «недостаточно норвежским», сменил его на Гейр, а также прибавил второе «т» к фамилии для того, чтобы она произносилась более правильно. Твейт проявил способности к музыке, и учился играть на скрипке и фортепиано, а затем и писать музыку. В 1928 году он уехал за границу для продолжения обучения, учился в Лейпцигской консерватории, бывшей в то время одним из ведущих в мире музыкальных учебных заведений. Изучал композицию и фортепиано. Твейту хронически не хватало денег, и он зарабатывал на жизнь переводами. В 1930 году его произведение «12 двухголосных инвенций в лидийском, дорийском и фригийском ладах» было принято к печати издательством Breitkopf & Härtel, а на следующий год Лейпцигский симфонический оркестр исполнил его первый фортепианный концерт.
В 1932 году Твейт разочаровался в преподавании в Лейпциге и переехал в Париж, где брал частные уроки у Артура Онеггера и Эйтора Вилла-Лобоса, а затем поступил в класс к Наде Буланже. Позже он некоторое время жил в Вене, а в 1938 году через Париж вернулся в Норвегию. Его произведения имели большой успех в Осло, кроме того, он выступал также как музыкальный критик в газете Sjofartstidende. После Второй мировой войны он совершил большой концертный тур по Европе. Особенно успешным был его концерт в Париже в 1947 году.
Тем не менее, общая атмосфера после войны была в целом неблагоприятной для Твейта, так как в интеллектуальных кругах все проявления национальных чувств, составлявшие, в частности, основу его творчества, отвергались. В 1970 году сгорел его дом, при этом погибли около 300 его неопубликованных произведений, примерно 80 % его творческого наследия. Композитор так никогда и не оправился от этого удара, больше не писал музыку, и умер в Нурхеймсунне, коммуна Квам, в 1981 году.

## Список Сочинений Гейра Твейта
Оперы
- Щедрый гном (Dragaredokko), опера в пяти действиях, соч. 104 (1940), ст. 1940, Берген
- Йеппе (Jeppe), опера по одноименной комедии Л. Хольберга, соч. 250 (1966-68), ст. 1968, Осло
- Народный напев (Stevlei), не ст., утрачена
- Запад — Юг — Восток — Север (Vest — Sud — Aust — Nord), опера (1939), не ст., утрачена

Балеты
- Сны Бальдра (Baldurs Draumar), балет в 3-х действиях, соч. 81 (1935-38)
- Биргингу (Birgingu), хореографическая драма (1939)
- Домовой (Husguden), балет, соч. 184 (1956)

Для оркестра
- Приллар (Prillar), симфоническая поэма в лидийском ладу, соч. 8 (1931), реконстр. в 1992
- Симфония № 1 «Сочельник» (Julekvelden), соч. 183 (1958), реконстр. в 2008
- Водный дух (Nykken), симфоническая картина, соч. 187 (1957)
- Сто народных песен области Хардангер (Hundrad hardingtonar), цикл из шести сюит, соч. 151:
- Сюита № 1, соч. 151, № 1-15 (1950-54)
- Сюита № 2 «Песни гор» (Fjellstev), соч. 151, № 16-30 (не позднее 1955)
- Сюита № 3, соч. 151, № 31-45 (1956), утрачена
- Сюита № 4 «Свадебная сюита» (Brudlaupssuiten), соч. 151, № 46-60 (не позднее 1958)
- Сюита № 5 «Напевы троллей» (Trolltonar), соч. 151, № 61-75 (не позднее 1963)
- Сюита № 6, № 76-100, соч. 151, утрачена
- Три пьесы из балета «Сны Бальдра» (1958), реконстр. в 1999 как «Симфония Бога Солнца» (Solgud-symfonien)

Концерты
- Концерт для фортепиано с оркестром № 1 фа мажор, соч. 5 (1927-30)
- Концерт для фортепиано с оркестром № 2 ми-бемоль мажор «Посвящение Равелю», соч. 11? (1933), утрачен
- Концерт для фортепиано с оркестром № 3 «Посвящение Брамсу», соч. 126 (1933, ред. 1947), только аудиозапись в исполнении автора
- Концерт для фортепиано с оркестром № 4 «Северное сияние», соч. 130 (1947), реконстр. в 1991
- Концерт для фортепиано с оркестром № 5, соч. 156 (1950), реконстр. в 1987
- Концерт для фортепиано с оркестром № 6 (1966), утрачен
- Вариации на народную песню области Хардангер для двух фортепиано и оркестра (1939/49)
- Концерт для хардингфеле с оркестром № 1, соч. 163 (1956)
- Концерт для хардингфеле с оркестром № 2, «Три фьорда», соч. 252 (1966)
- Концерт для арфы с оркестром № 1 (19?) утрачен
- Концерт для арфы с оркестром № 2, «Героический» («Concerto Eroico»), соч. 170 (1957)
- Концерт для струнного квартета с оркестром (1933), утрачен
- Концерт для скрипки с оркестром (1939), реконстр. в 2006
- Концерт для саксофона с оркестром, соч. 54 (1936), утрачен

Для духового оркестра
- Симфониетта (Sinfonietta di soffiatori), соч. 203 (1962)
- Старая мельница (Det gamle kvernhuset,), соч. 204 (1962)
- Гимн свободе (Hymne til fridomen) (1962)
- Марш в честь принца Кристиана Фредрика (Prinds Christian Fredriks Honnormarch) (1970)
- Симфония (Sinfonia di soffiatori) (1974)
- Норвежские сюиты № 1 & 2 для школьного оркестра (1964)

Камерная музыка
- Фантазия для виолончели и фортепиано, соч. 9, утрачена
- Из путевого дневника (Fra ei Reisedagbok), струнный квартет (1930/60)
- Септет для двух скрипок, альта, виолончели, контрабаса, гобоя и валторны (1967), фрагмент
- Летний вечер (Jonsokkvelden), септет для двух скрипок, альта, виолончели, контрабаса, англ. рожка и валторны (1969), фрагмент

Для Фортепиано
- 12 двухголосных инвенций в лидийском, фригийском и дорийском ладах, соч. 2 (1928, ред. 1951)
- 12 трёхголосных инвенций, соч. 3 (19?), сохранился только № 5
- 12 четырёхголосных инвенций, соч. 4 (19?), сохранился только № 3
- 14 этюдов, соч. 7 (1931), утрачены
- Вариации ре минор (1928), утрачены
- Танец солнечного бога (Solgudens dans) из балета «Сны Бальдра», op. 91, № 15 (193?)
- Meinvarnathur (1935—1938)
- Vaorkvedja (1937)
- Tull til Tullemor (1943)
- Соната для фортепиано № 29, «Соната Эфира» (Sonata Etere), ор. 129 (1934-35, ред. 1947)
- Менуэт для Нади Буланже (19?), предпол. часть сонаты для фортепиано № 1, «Посвящение Равелю» (1947)
- Пятьдесят народных песен области Хардангер, Op. 150, №. 1-50 (1951)
- Эолова арфа (Eolsharpa), соч. 132 (1947?)
- Флюоресценции (Morild) (не позднее 1952), только аудиозапись в исполнении автора
- Brudlaups-klokkor (1963)

Для солистов и хора с оркестром
- Haavamaal (Речи Высокого), для тенора, арфы, флейты, барабаны и оркестра (1930)
- Haakonarmaal, для сопрано, тенора, баса, хора и оркестра (1934—1944)
- Des Iles (Острова), для тенора и оркестра (1948)
- Черепаха, для сопрано и оркестра, на текст Джона Стейнбека (1953)
- Kjikarten, для хора и оркестра, op. 167 (1957)
- Четыре письма Эдварда Грига Францу Бейеру, для тенора и оркестра (1967)
- Bergkrystal, на текст Кнута Гамсуна, для хора и оркестра (1971)
- Ved nyingen, на текст Кнута Гамсуна, для хора и оркестра (1971)
- Basun, на текст Кнута Гамсуна (1971)
- Телемарк (Telemarkin), кантата для меццо-сопрано, чтеца, скрипки Хардангера и оркестра (1974) * Телемарк — одна из красивейших областей Норвегии
- Кленг Пеерсон (Cleng Peerson), для чтеца и оркестра, к 150-летию норвежской эмиграции в Америку (1975)

Для хора
- Hirdlids kvedja, для мужского хора (1933)
- Dansa no dunkjin, olsong, для мужского хора (1940)
- Kveldar, текст Halldis Moren Vesaas (19?)

Музыка для театра
- Jonsok-spel (Hans Henrik Holm) 1936
- Kapp Farvel (Arthur Klæboe) 1961
- Ryktesmedane (Lady Gregory) 1962
- Herborg og Vigleik (Sjur Lothe) 1964
- Jakob Sande. Hestehandlarar. Drama i 4 akter (1964/68)
- Med ugler til Athen. 1979

Песни 
- Songar (8) Hans Henrik Holm: Jonsoknatt arr. for song og klaver, 1936
- Songar (5) til tekst av Liboria Villa Cantilla, 1951
- Sju Sivlesongar til tekst Per Sivle, op. 166, 1957
- Songar til tekst av Marie Takvam, 1962
- Songar til dikt av Ragnvald Vaage, 1963
- Songar til av Ivar Orgland, 1963
- Songar til dikt av Olav H. Hauge op.243, 1963
- Tolv songar til dikt av Aslaug Låstad Lygre, op. 246, 1964
- Songar til tekst av Knut Horvei, op. 249 (baryton, orkester) 1964
- Sanger til dikt av Arnulf Øverland, 1965
- Sanger til dikt av Johan Falkberget, 1965
- Songar til dikt av Aslaug Vaa, 1966. Røyst, klaver/kammerorkester
- Songar til tekst av Hartvig Kiran, 1967-68
- Songar til dikt av Anders Hovden, 1968. Røyst, kor og orkester
- Mauriac-sanger, tekst Francois Mauriac, 1968. Kor, orkester
- Sanger til tekst av Sigrid Undset, 1970
- Songar til tekst av Halldor Kiljan Laxness, 1971
- Songar til dikt av Tarjei Vesaas, 1971
- Sanger til tekst av Knut Hamsun, 1971
- Songar til dikt av Ragnvald Skrede, 1972
- Sanger til tekster av Ragnhild Jølsen, 1974
- Songar til tekst av Olav Kaste, 1974
- Sytjan songar og visor til dikt av Jan Magnus Bruheim, 1977
- Norheimsundfox/Friar’n (Foxtrot), tekst Einar Skjæraasen, arr. Egil Monn-Iversen
- Lomnæsvisa, tekst Alf Prøysen
- Roald Amundsen, tekst Inge Krokann
- Roald Amundsen, tekst Nils Johan Rud
- Hårteigen, tekst Lars Vivelid
- Utdrag frå: Der villmarka suser av Mikjell Fønhus
- Mandeltreblomar, tekst Steinar Brauteset
- Di baka, tekst Hans Lind
- Eg møtte deg aldri, tekst Astrid Krog Halse
- Ragnhild si, tekst Geirr Tveitt (Til Ragnhild Nordsjø)
- Vårherre han vild’ ikkje ha meg, tekst Geirr Tveitt. 1949
- Eg hev tvetta haore mjukt, for røyst og klaver. (Til A.F.Klaveness 1944), tekst Geirr Tveitt
- Gorilla-schlager, tekst Geirr Tveitt
- Gullgravarvise frå Strilalandet, tekst truleg Geirr Tveitt
- Hyllest til Islands skaldekunst, tekst Egil Skallagrimson
- Smørblomster, tekst Betty Berg-Olsen u. Bergen 1951
- Helland Hansen/Harmonien/Launy Grøndahl. Manus Mic
- Søndmørsk fiskersang, tekst Ole Christian Bull, 1971
- Fra kaia til brua, tekst Reinert Torgersen, 1971